# Ängsö slott
Ängsö (äldre stavning Engsö) är ett slott i Ängsö socken i nuvarande Kungsåra församling. Slottet ligger i Västerås kommun och i Västmanlands län.

## Beskrivning
Den nuvarande slottsbyggnaden är nästan kubisk och byggd av sten och tegel i fyra våningar. Den är helt medeltida vad avser de nedre delarna. På 1630-talet ombyggdes och tillbyggdes slottet. Åren 1740-41 byggdes den översta våningen samt mansardtaket, som kröns av en lanternin. Detta skedde efter Carl Hårlemans ritningar. Man har bevarat flera rumsinredningar från denna tid.
Ängsö slott och gods ägdes i form av fideikommiss inom släkten Piper från 1710 och fram till 1971. Den sista fideikommissarien Eric Piper avled 1968. Familjen Piper arrenderar och bebor dock ännu idag (2018) Ängsö. Själva slottsbyggnaden utnyttjas dock numera endast som museum och har inte varit bebodd sedan 1959. 1965 blev slottet byggnadsminne. Det visas sommartid för allmänheten och ägs numera av Westmannastiftelsen.

## Historia
Gården omnämns första gången som "Engsev" i ett kungligt brev från Knut Eriksson, utfärdat mellan åren 1167 och 1196. I brevet nämner Knut Eriksson att han ärvt Ängsö efter sin fader Erik Jedvardsson. Slottet ägdes tidigast före 1272 av Riseberga kloster.
Slottet byggdes av riksrådet Bengt Fadersson på 1480-talet och tillkom i syfte att vara ett befäst slott. Bengt Fadersson var, liksom sin son Knut Bengtsson, riksråd hos kung Kristian II. Knut Bengtsson blev skjuten i Västerås 1521, då han försvarade staden mot Gustav Vasas män. 1522 föll även slottet, efter en längre tids belägring, i Gustav Vasas ägo, men ett och ett halvt decennium senare fick Knut Bengtssons dotter Hillevi tillbaka slottet av kungen. Hon gifte sig med Arvid Trolle och via Elsa Trolle blev Arvid Posse, som var hovjunkare hos Johan III, ny ägare av Ängsö. Han skänkte ägorna i morgongåva till sin maka Brita Bååt på Follnäs.

### Tidigare ägare
- före 1160-62 Erik Jedvardsson (Erik den helige)
- 1162–1196 Knut Eriksson
- –1272 Riseberga kloster
- 1272–1281 Riddaren Gregers Birgersson (son till Birger jarl men inte barnbarns barn till Knut Eriksson)
- 1281–1307 Magnus Gregersson, riksråd och lagman, den förres son
- 1307–1310 Abjörn Sixtensson (Sparre av Tofta)
- 1310–1359 Nils Abjörnsson (Sparre av Tofta), riksdrots, den förres son
- 1359–         Ingeborg Nilsdotter, den förres dotter
- –1402 Arvid Bengtsson Oxenstierna, den förras son
- 1402–ca 1425 Elin Arvidsdotter Oxenstierna, den förres dotter
- ca 1425–1450 Birgitta Magnusadotter till Follnäs, den förras mor
- 1450–1475 Elin Nilsdotter Natt och Dag, den föregåendes syskonbarns dotter, gift med Fader Ulfsson (Sparre av Hjulsta och Ängsö)
- 1475–1494 Bengt Fadersson (Sparre av Hjulsta och Ängsö), riksråd, de förras son
- 1494–1521 Knut Bengtsson Sparre, riksråd, den förres son
- 1521–1538 belägrat av dalkarlar
- 1538–         Hillevi Knutsdotter, dotter till Knut Bengtsson Sparre, gift med Arvid Trolle
- –1593 Elsa Trolle, den förras dotter
- 1593–1630 Arvid Posse, hovjunkare, den förras systerson, gift 1598 med Brita Bååt på Folkenäs
- 1630–1633 Elsa Posse (1599–1633), de förras dotter, gift med Per Sparre till Sundby (1592–1656)
- 1633–1699 Per Persson Sparre (1633–1699), de förras son, lantmarskalk och riksråd
- 1699–         Erik Persson Sparre (kallad den halte) (1660–1736), de förras son, kammarherre, gift med Aurora Uggla (1690–1756)
- –1710 Johan Sigismund Sparre (1661–1731), den förres bror,
- 1710–1716 Carl Piper (1647–1716), kungens rådgivare
- 1716–1730 Christina Piper (1673–1752), den förres maka
- 1730–         Carl Fredrik Piper (1700–1770), de förras son, hovkansler, gift med Ulrica Christina Mörner (1709–1778)
- 1778–1816 Adolf Ludvig Piper (1750–1795), de förras son, kammarherre, gift med Eva Sophie von Fersen (1757–1816)
- 1816–1845 Axel Adolf Piper (1778–1827), de förras äldste son, ryttmästare och kammarherre, gift med Magdalena Maria Augusta Armfelt (1786–1845)
- 1845–1873 Axel Mauritz Piper (1810–1866), de förras son, ryttmästare, överstekammarherre, gift med Anne-Malène Piper (född Wachtmeister, 1819–1875), statsfru, överhovmästarinna
- 1873–1875 Axel Piper (1847–1875), de förras son, gift med Anna Wilhelmina Eschelsson (1855–1913)
- 1875–1902 Ludvig Magnus Alexander Piper (1818–1895), den förras farbror, gift med Hedvig Kristina Lovisin (1837–1926)
- 1902–1930 Erik Adolf Alfred Piper (1868–1930), kammarherre, gift med Josefine Juliana Reinholdina Rudbeck (1869–1954)
- 1930–1959 Eric Carl Piper (1870–1959), den förres bror, gift med Catherine Augusta Pritchard-Morgan (1874–1958)
- 1959–1971 Eric Carl William Piper (1904–1968), de förras son, gift med 1:o Maj Inga Elsa Torstensson (d.2009), 2:o Maria-Teresia Bergman Olson (1909–1986), 3:o Charlotte Hedvig Lilliestierna (1917–1982)
- 1971–2010 Stiftelsen för Naturskydd och Friluftsliv i Västmanlands län
- 2010–nutid Westmannastiftelsen

## Slottsspöken

Ett av de många spöken som sägs hemsöka Ängsö slott är vålnaden efter Karl XII:s häst Brandklipparen. Målning av David Klöcker Ehrenstrahl.

Ett flertal spökhistorier är knutna till Ängsö slott. En av de mest kända handlar om kung Karl XII:s puckelryggige hovnarr Anders Luxemburg, som ännu sägs vandra på slottet nästan 300 år efter sin död. Han var med vid belägringen av Fredrikstens fästning och vid kungens likfärd därifrån stannade man till vid Målhammar intill Sagån. Anders Luxemburg tog med sig kungens häst Brandklipparen och tog tjänst vid Ängsö slott. En natt år 1740 stod hästen i stallet och blev upprörd varvid han slet sig loss och sprang rakt in i muren och dog. Anders Luxemburg avled vid Ängsö 1744 och sägs vandra på ägorna än idag iklädd en grå kappa.
En kvinnlig skepnad, som tros vara ägarinnan Brita Bååt, berättas vandra genom Kungarummet och in i stora balsalen klockan 8 på kvällen. Enligt legenden var hon en mycket elak person och skall ha överlevt två makar. En julaftonskväll bad Brita Bååt sin kammarpiga att väcka henne tidigt så att hon skulle hinna till julottan morgonen därpå. När hon vaknade såg hon ut genom fönstret och märkte att det lyste i den intilliggande Ängsö kyrka. Med tron om att kammarpigan hade glömt att väcka henne, skyndade hon sig till kyrkan på egen hand. När hon öppnade kyrkporten mötte hon benrangel som höll mässa i kyrkan. Två vålnader (förmodligen hennes döda män) anföll henne. Den ene högg med värjan som träffade hennes slöja och den andre slängde en stor sten som missade henne. Chocken gjorde att hon svimmade och tre dagar senare var hon död. Värjan hänger i kyrkan med ett stycke tyg och den stora stenen är inmurad i kyrkogårdsmuren. Stenen kallas blodstenen. Nutida forskning visar dock att fru Brita Bååt bara var gift en gång och troligen har spökhistorien fått en viss överlappning från tidigare husfrun Elsa Trolles liv; hon var gift tre gånger och överlevde alla tre makarna.
Ett tredje spöke som finns på Ängsö slott är ett hundspöke. Det ger sig tillkänna genom ett raspande ljud i stora matsalens golv – det är hundspöket Cottilion som går igen. Hunden tillhörde Sophie Piper. Hon var änka efter Adolf Ludvig Piper och bodde på Löfstad slott i Östergötland. Vid ett av hennes besök på Ängsö dog Cottilion "vid sin härskarinnas fötter" som det står på franska på hundens gravsten.
Det berättas att slottets ägare Johan Sigismund Sparre en gång var ensam i slottet, men ville spela tärning. Efter att ha ropat ut i mörkret efter en motspelare uppenbarade sig en mörk skepnad. Efter en stunds spelande gav den främmande mannen en guldkedja till Sparre och manade honom att inte låta den lämna slottet, för då skulle slottet brinna. Idag förvaras kedjan i en monter i slottets trapphus.
TV-programmet Det okända besökte slottet år 2007.

## Bilder

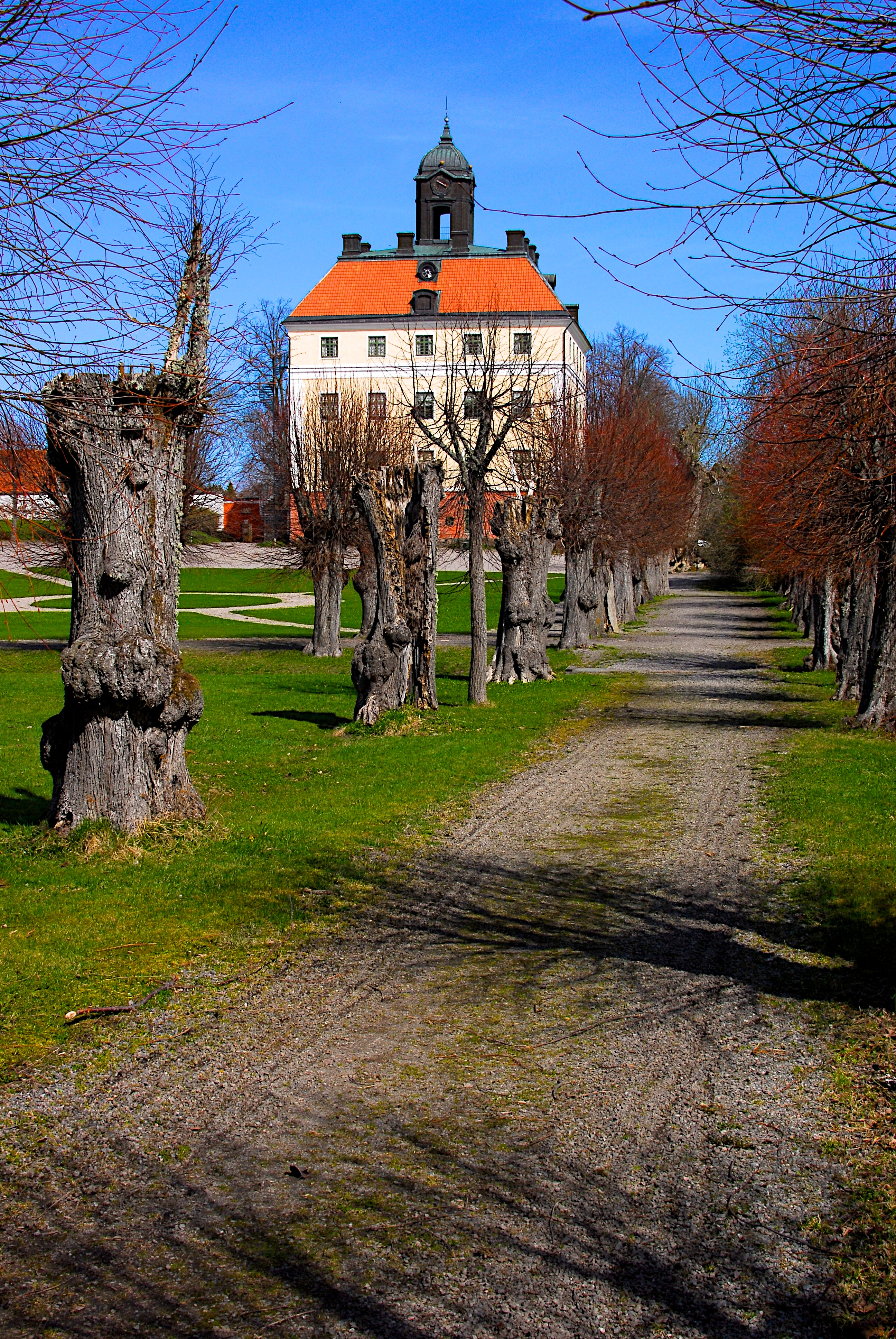
Ängsö slott i april
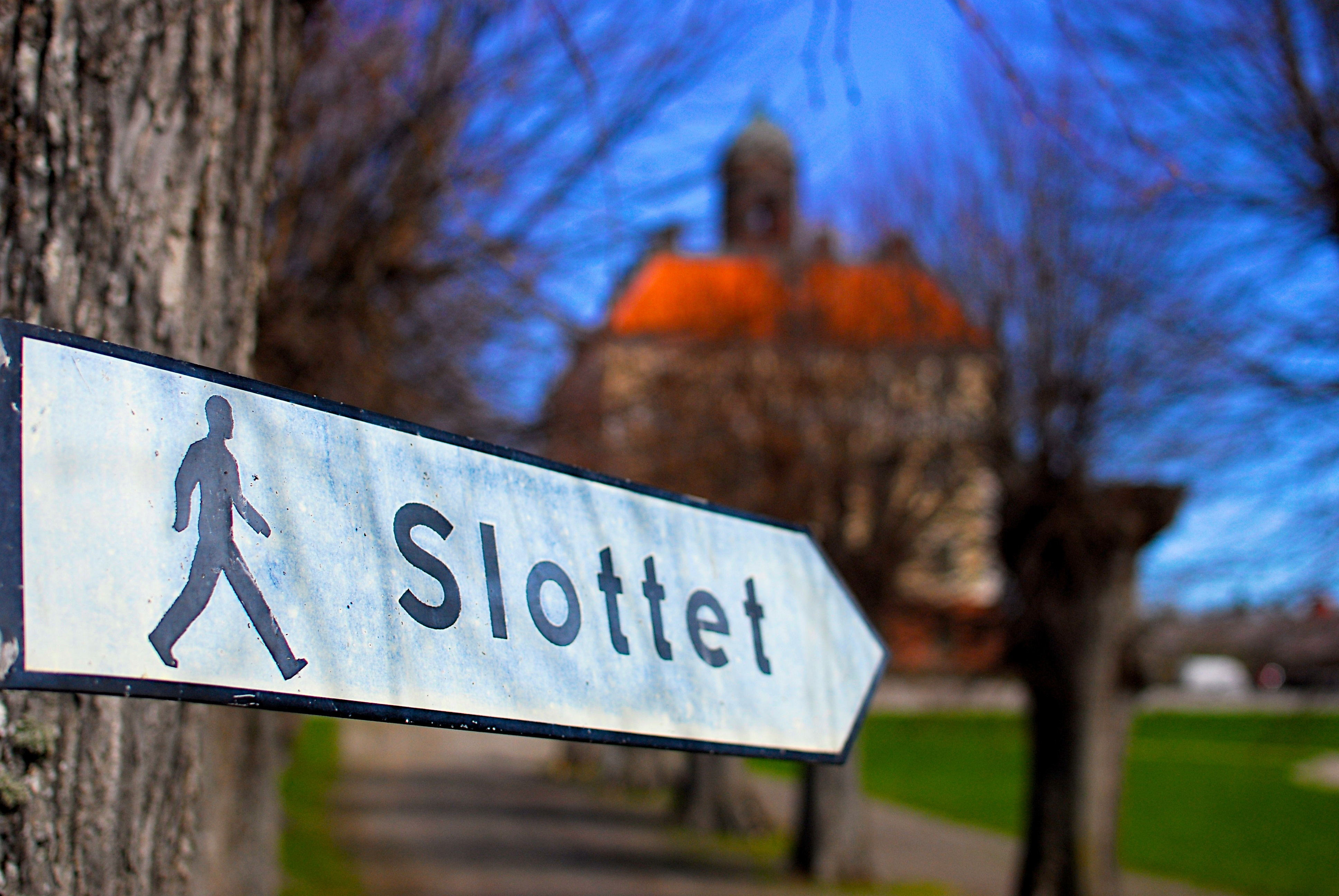
Visar vägen till slottet
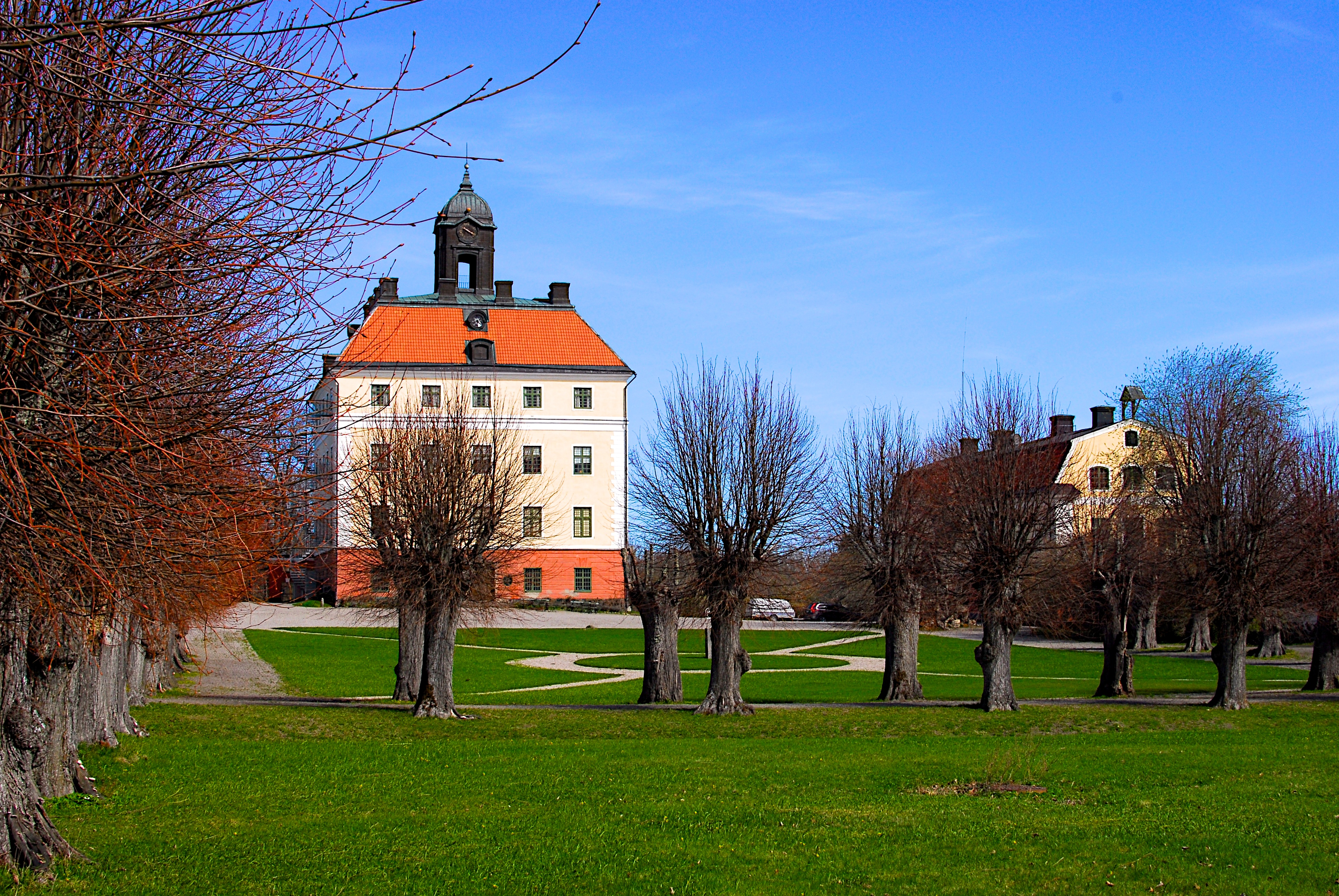
Ängsö slott med parken i förgrunden
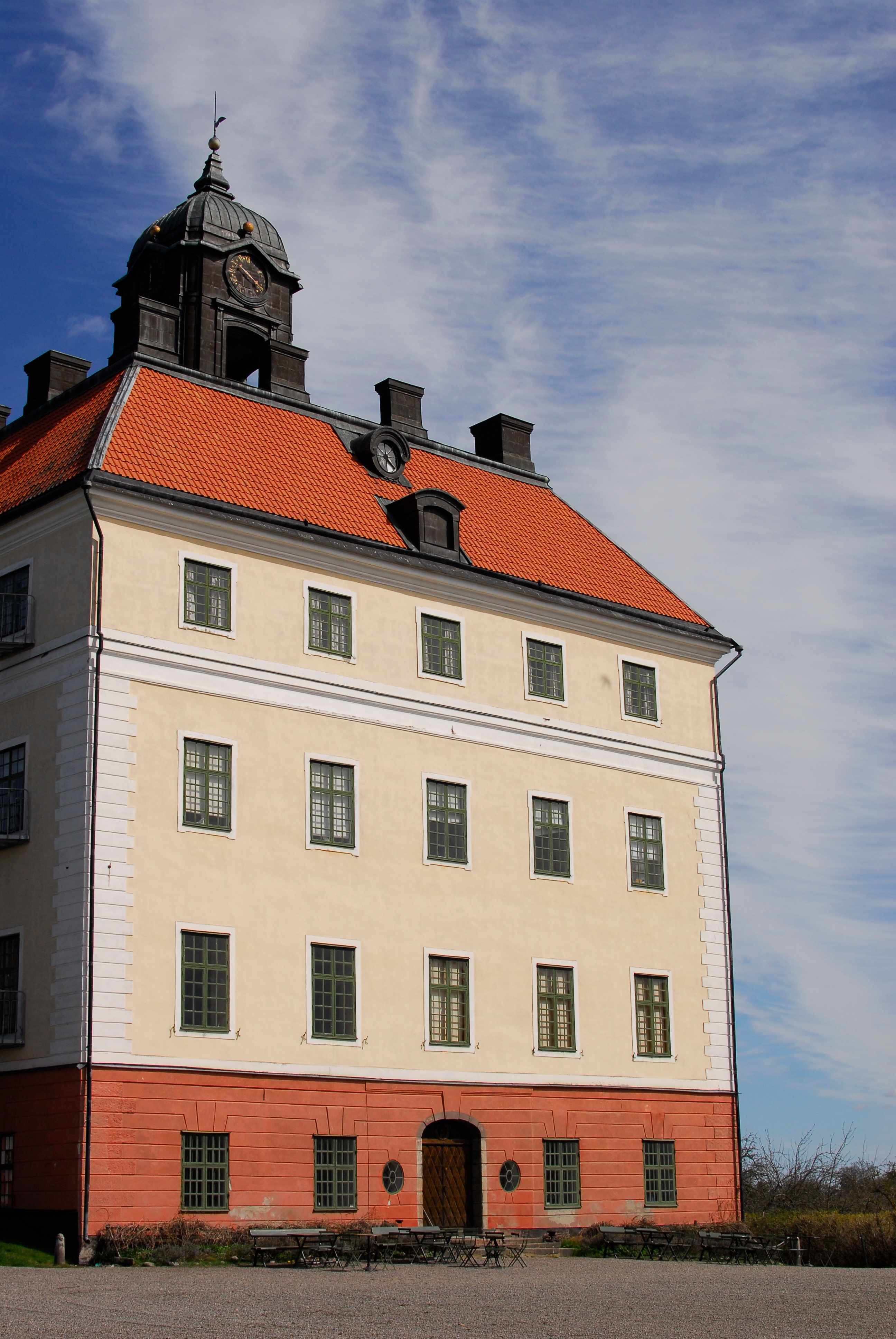
Ängsö slotts framsida
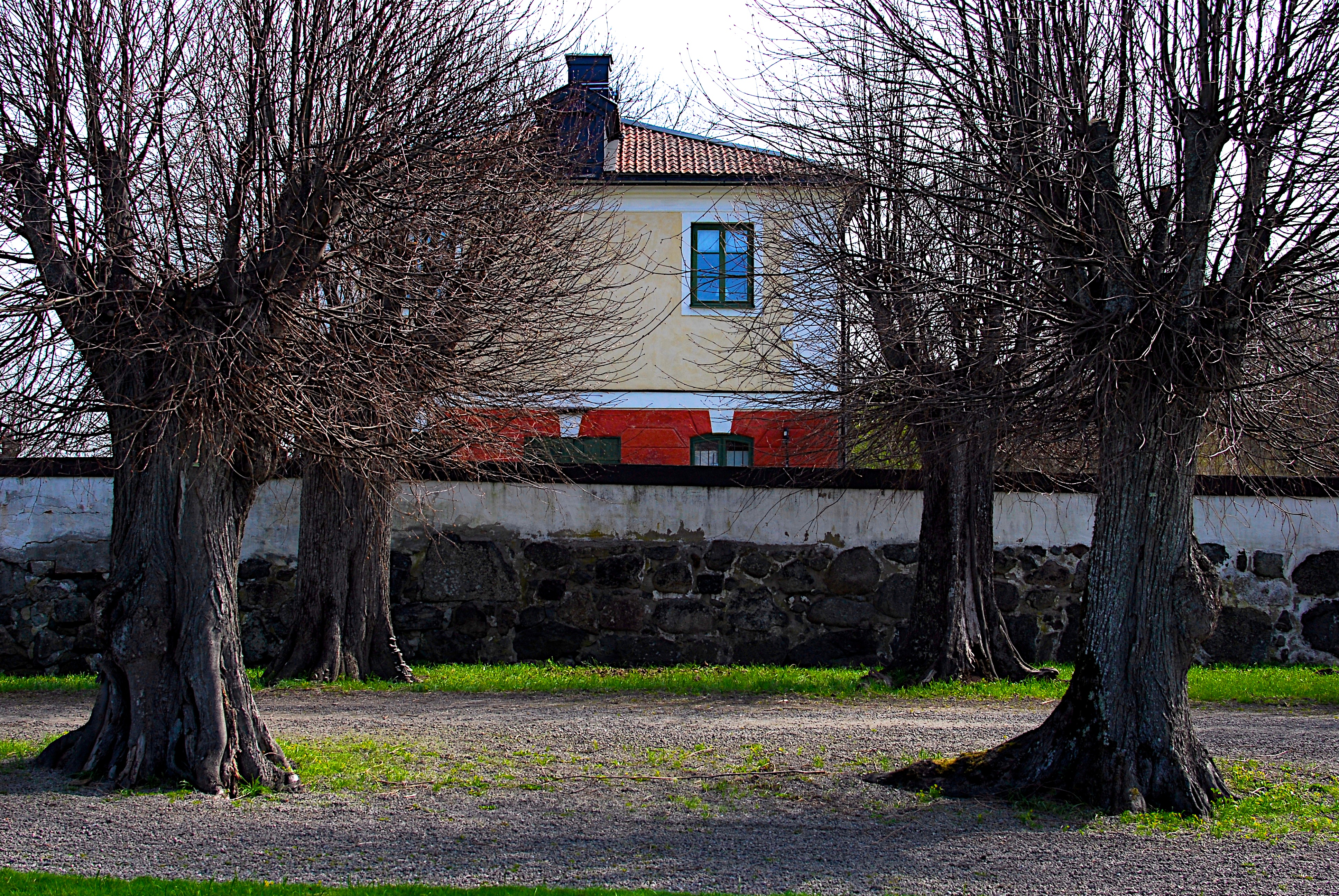
Byggnad bredvid Ängsö slott
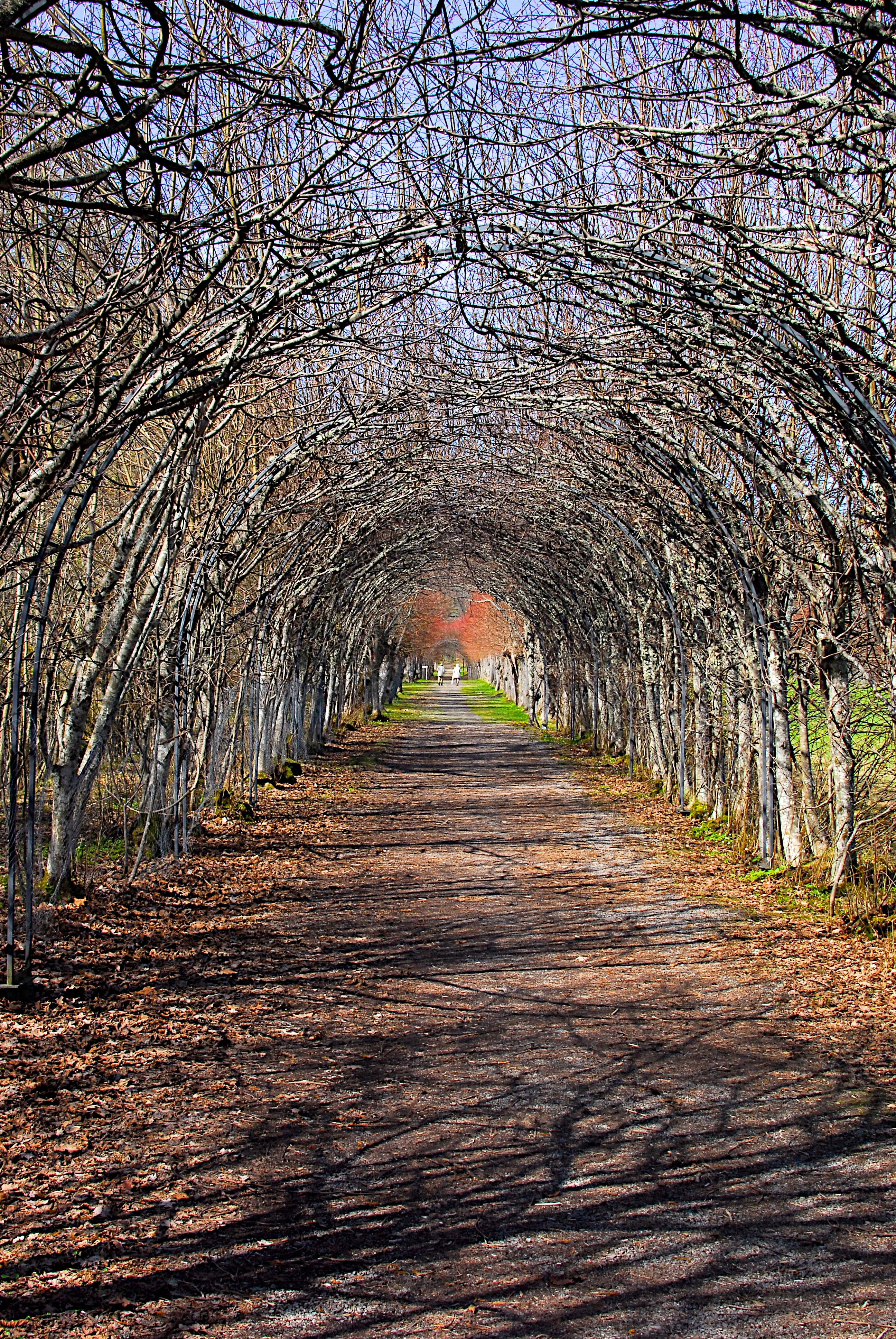
Parken vid Ängsö slott